# Tectocepheus latilamellaris
Tectocepheus latilamellaris är en kvalsterart som beskrevs av Kardar 1974. Tectocepheus latilamellaris ingår i släktet Tectocepheus och familjen Tectocepheidae. Inga underarter finns listade i Catalogue of Life.